# Max Keith
Max Keith fue uno de los directivos de Coca-Cola GmbH en la Alemania nazi, uno de los contribuyentes durante ese periodos a la historia de Coca-Cola. La sucursal de Coca-Cola GmbH operaba de forma independiente en Alemania durante los años 1920 y 1930.
Coca-Cola GmbH no podía obtener el sirope para reproducir la fórmula 7X del jarabe de Coca-Cola durante el transcurso de la Segunda Guerra Mundial, debido principalmente al bloqueo aliado. Para poder mantener las plantas embotelladoras en producción, Keith puso en práctica un zumo de frutas carbonatado muy similar al Apfelwein (una especie de sidra). Mientras tanto, el gobierno alemán puso a Max Keith a cargo de las propiedades de Coca-Cola en los países ocupados, y envió un mensaje a través del embotellador de Coca-Cola en la Suiza neutral de que trataría de mantener vivas las empresas. Pero sin medios para conseguir ingredientes, Keith dejó de hacer Coca-Cola y comenzó a comercializar un refresco completamente nuevo al que llamó Fanta, una bebida de color claro que se parecía al ginger ale. La bebida fue denominada Fanta y tuvo mucho éxito en los territorios ocupados por Alemania y Austria. En 1943, la bebida se vendió 3 millones de veces.
Max Keith ni siquiera era miembro del Partido Nacionalsocialista Obrero Alemán y probablemente tampoco un "colaborador". Solo llegó a un acuerdo con los gobernantes del Tercer Reich, como tantos otros altos ejecutivos en los negocios alemanes. Keith fue investigado tras la guerra y se pudo descubrir que rehuyó pertenecer al Partido Nazi a pesar de las fuertes presiones que recibió de su entorno para serlo. Keith hizo que la filial de Fanta produjera beneficios a Coca-Cola tras la guerra.